# Военная миссия (Япония)
Военная миссия (яп. 特務機関, とくむきかん, «Особый институт») — специальная организация в Императорской армии Японии, которая занималась разведывательной деятельностью, контр-шпионажем, пацификацией населения на оккупированных территориях или в зоне боевых действий. Создана в 1904 году разведчиком Акаси Мотодзиро во время русско-японской войны для проведения подрывной деятельности на вражеской территории России — поддержке сепаратистских и революционных движений. В 1919 году восстановлена во время Сибирского похода японской армии. Возглавлялась генерал-майором Такаянаги Ясутаро. Отделы работали в Омске и Хабаровске. После вывода японских войск из России переведена в Японию. Занималась сбором и анализом политической и военной информации об СССР, а также координировала антикоммунистическую борьбу в Маньчжурии. В 1940 году переведена в Харбин в Маньчжурское государство, где превращена в отдельную структуру Квантунской армии. Состояла из 11 отделов. Дополнительно вела подрывную работу в Индии и Индонезии, способствуя антиколониальной борьбе местного населения. В августе 1945 года преобразована в Особую полицию. Ликвидирована по окончании Второй мировой войны.